# Stenodynerus anormiformis
Stenodynerus anormiformis är en stekelart som först beskrevs av Henry Lorenz Viereck 1908.  Stenodynerus anormiformis ingår i släktet smalgetingar, och familjen Eumenidae. Inga underarter finns listade i Catalogue of Life.